# 창부정치

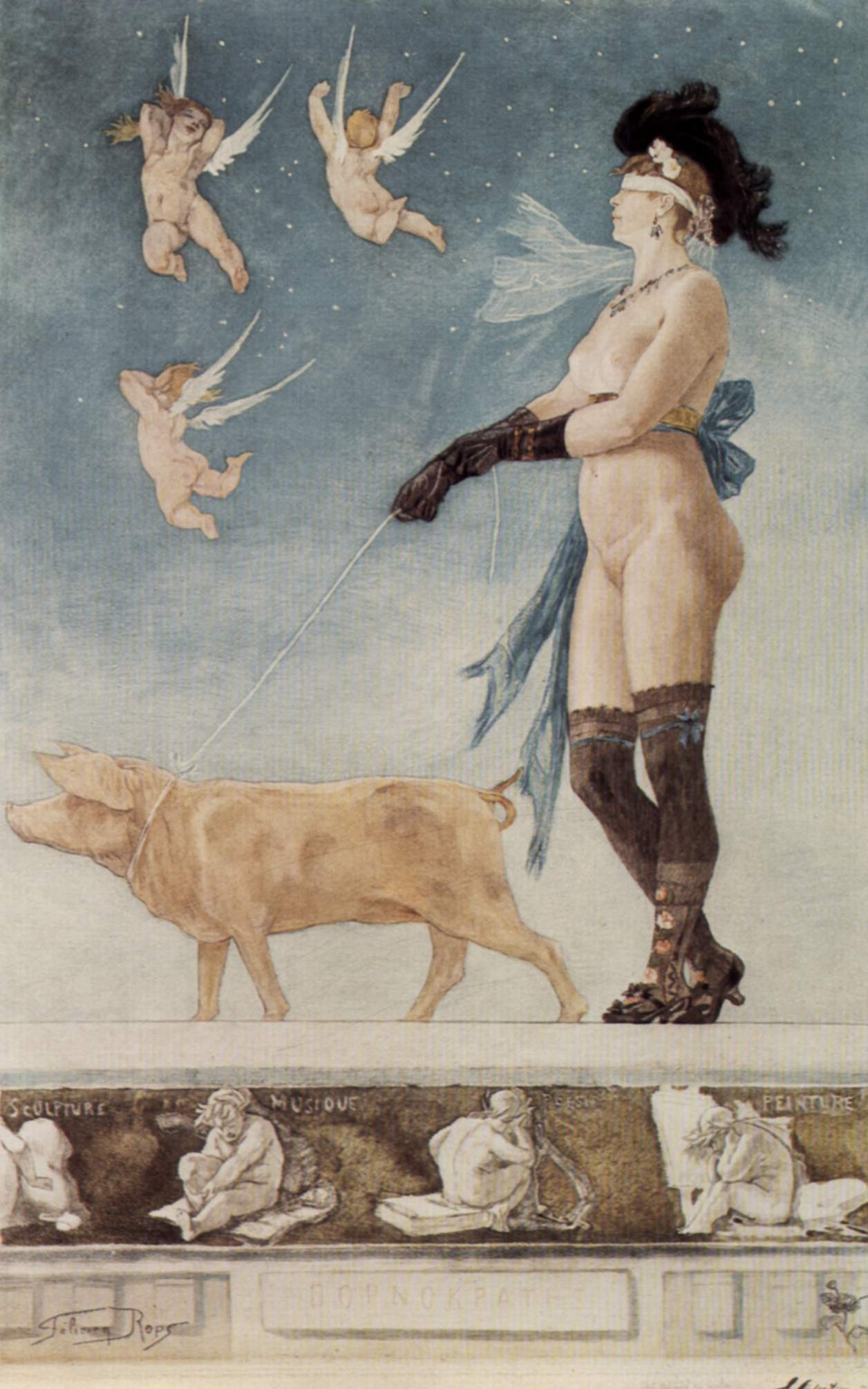
창부정치를 주제로 한 1878년 삽화

창부정치(娼婦政治, 영어: pornocracy 포르노크라시[*])는 일반적으로는 창녀나 애인이 정치를 좌우하는 정치를 말한다. 이는 특히 10세기 군주제도를 도입하여 로마교회는 로마 대주교를 중심으로 하는 조직과 계급제도를 갖추었다. 이로 인해 서방교회가 되는 로마교회의 역사에서 특정 여자들에 의해 로마 대주교직(교황직)이 마음대로 섭정받던 시기에서 유래되었다. 904년 로마대주교 세르지오 3세가 즉위할 때부터 대주교 요한 11세의 935년까지를 창부정치로 일컫는다.
이 시기의 로마 대주교들은 로마의 유력한 귀족 가문인 테오필락투스의 가문에 의해 선출되고 그 가문의 강한 영향 하에 있었고, 이 가문의 귀부인들인(사실 창부는 아니었으나 이해관계를 위해 여러 명의 애인을 두었음.) 테오도라와 딸 마로치아는 로마 대주교직에 매우 강력한 영향력을 행사하였다. 모녀는 자신들의 권력의 기호에 맞추어 대주교를 마음대로 갈아치우고 때로는 로마 대주교를 시해하기도 하였다. 특히 마로치아는 로마 대주교 세르지오 3세의 애인이자 대주교 요한 11세의 어머니로 알려져 있으며, 로마 대주교 레오 6세를 대주교직에 앉히기 위해 어머니 테오도라가 선출한 로마 대주교 요한 10세를 살해하는 과정에 주요 역할을 하였다.

## 창부정치 시기의 교황 및 창부 지도자
- 교황 세르지오 3세(904년-911년) : 마로치아의 애인
- 교황 아나스타시오 3세(911년-913년)
- 교황 란도 (913년-914년)
- 교황 요한 10세(914년-928년) : 후임자를 선출하려는 마로치아의 입김으로 구금되어 교살됨
- 교황 레오 6세(928년-928년) : 마로치아에 의해 사도좌에 선출되었으며 그 때문에 마로치아의 지배 아래 예속되어 있는 틈을 타, 다른 이성과 애인관계를 맺다 마로치아에게 발각된 뒤에 구금되어 교살됨
- 교황 스테파노 7세(928년-931년) : 레오 6세와 마찬가지로 마로치아의 꼭두각시, 역시 마로치아에 의해 구금되어 선종
- 교황 요한 11세(931년-935년) : 마로치아와 세르지오 3세의 아들로, 마로치아와 함께 932년 감옥에 구금되어 935년 반대파들에 의해 교살됨